# Lista portów lotniczych w Brunei
Lista portów lotniczych w Brunei, ułożonych alfabetycznie.
| Położenie           | ICAO | IATA | NAZWA LOTNISKA       |
| Bandar Seri Begawan | WBSB | BWN  | Port lotniczy Brunei |
| Seria               | WBAK |      | Port lotniczy Anduki |